# Arden Cho
Arden Lim Cho (16 d'agost de 1985) és una actriu, cantant i model estatunidenca coneguda pel seu paper de Kira Yukimura a Teen Wolf. També va protagonitzar el curtmetratge Agents of Secret Stuff del 2010, presentat per Ryan Higa i Wong Fu Productions.

## Primers anys
Cho va néixer a Amarillo, Texas, de pares coreans-americans i es va criar a San Antonio i Plano. Va créixer en zones amb poques minories ètniques, sovint se sentia una forastera. Quan era petita, va patir assetjament i va ser hospitalitzada dues vegades després de ser agredida físicament. Més tard va assistir a l'escola secundària a Apple Valley a Minnesota.
Va assistir a la Universitat d'Illinois a Urbana–Champaign amb la intenció de convertir-se en advocada. Va ser allà on va prendre les seves primeres classes de teatre i va desenvolupar l'interès per la professió. Allà, també es va exposar més a la cultura asiàtica americana. Es va graduar en psicologia el 2007 i va passar l'estiu següent en un viatge de missionera mèdica a Kenya.

## Carrera

### Actriu
En tornar de Kenya, es va traslladar a Los Angeles, on va fer feines ocasionals mentre intentava seguir una carrera d'actriu. Tot i que en aquell moment no tenia cap crèdit a la pantalla, el seu primer agent la va trobar gràcies al seu currículum musical, que incloïa ballet, violoncel i piano, entre d'altres. Cho ha aparegut en pel·lícules, sèries de televisió i anuncis publicitaris als Estats Units i Àsia.
El 2008, Cho va interpretar el protagonista adult d'Hyori (la versió més jove interpretada per Megan Lee) al curtmetratge My First Crush, dirigit per Rocky Jo.
El 2011, va aparèixer en el paper de Pru, una amiga de Paige McCullers (Lindsey Shaw) a la temporada 1, episodi 20 ("Someone to Watch Over Me"), del programa d'ABC Pretty Little Liars. També va aparèixer en el paper de Gia a la pel·lícula de monstres Mega Python vs. Gatoroid, dirigida per Mary Lambert.
El 2014, Cho es va unir a la sèrie de televisió Teen Wolf com a Kira, començant com a personatge recurrent a la temporada 3, però va ser ascendida a un paper de repartiment principal a la temporada 4. L'abril de 2016 Cho va publicar un vídeo de YouTube al seu canal personal que revelava que no tornaria per a la temporada 6 de Teen Wolf.
El 2017, va ser seleccionada com un personatge recurrent a la temporada 3 de Chicago Med com la germana del Dr. Ethan Choi.

### YouTube
Cho formava part anteriorment del canal de YouTube conjunt "Artichoke and Peachies" amb Grace Su. Des de llavors, el compte s'ha tancat. També ha aparegut a la sèrie web KTown Cowboys. Té el seu propi canal de YouTube, ardenBcho, on té més de 300 vídeos, que inclouen principalment vlogging, versions de cançons i vídeos musicals originals, amb més de 550.000 subscriptors el 2022.

### Modelatge
Cho va guanyar el concurs Miss Corea de Chicago l'any 2004, donant-li l'oportunitat de participar al certamen Miss Corea a Seül. En un moment donat, va estar en converses per a un programa de televisió a Corea, però va abandonar l'oportunitat a causa de la pèrdua de pes i els requisits de cirurgia plàstica.
El 2010, la marca de cosmètics Clinique la va anunciar com a model de la seva campanya publicitària més recent a Àsia. La campanya es va llançar a mitjans de novembre de 2010. Cho va fer de model per a Reebok Corea el 2010 i per a Nike Japó el 2008. També ha modelat per a Apple i Alexander McQueen i va aparèixer a Vogue, Purple Fashion i Nylon Magazine.

### Música
El 2010, Cho i l'actor de Ktown Cowboys Shane Yoon van ser els MC de la gira del grup de música coreà JYJ als Estats Units.
El 2011, Cho va llançar el seu primer senzill, "I'm Just a Girl". Cho va ser coescriptora, compositora i cantant; Ed Huang va ser coguionista i productor musical. El 25 de febrer de 2011, Cho va llançar un vídeo musical autoproduït per al senzill a YouTube amb Tim Lacatena. Cho tenia plans per fer una gira pel seu EP debut My True Happy el 2013 abans d'aconseguir un paper recurrent a Teen Wolf. Cho va estrenar el seu senzill "Simply" el setembre del 2019.

## Vida privada
Cho és cristiana. Té un cinturó negre de taekwondo i va créixer entrenant amb el seu pare, que és un gran mestre.
L'abril del 2021, enmig d'un repunt del racisme antiasiàtic durant la pandèmia de COVID-19, va dir que estava passejant al seu gos quan un home li va cridar insults i va amenaçar-la. Va agafar el seu gos i va córrer quan s'hi va acostar. Va dir que l'augment dels delictes d'odi "ha desencadenat molts  records [de la infància]".